# Droga przez Flandrię
Droga przez Flandrię (fr. La Route des Flandres) – powieść francuskiego noblisty Claude'a Simona, opublikowana w 1960. Polskie tłumaczenie Wiery Bieńkowskiej wydała w 1982 Spółdzielnia Wydawnicza „Czytelnik” w serii wydawniczej Nike.
Droga przez Flandrię uchodzi za powieść należącą do nurtu nouveau roman. 

## Fabuła
Akcja rozgrywa się w 1940 w czasie kampanii francuskiej. Centralną postacią utworu jest arystokrata de Reixach, dowódca kawaleryjskiego szwadronu rozbitego przez Niemców. Ginie on w jednej z potyczek. Jego podwładny rekonstruuje historię trójkąta miłosnego łączącego Reixacha, jego żonę i ordynansa. Simon posługuje się techniką strumienia świadomości, chętnie zaburza chronologię utworu. Tekst w znacznej części składa się z powtórzeń i dygresji.